# Åke Thelning
Hans Berndt Åke Thelning (24 de octubre de 1892-16 de febrero de 1979) fue un jinete sueco que compitió en la modalidad de salto ecuestre. Participó en los Juegos Olímpicos de París 1924, obteniendo una medalla de oro en la prueba por equipos.

## Palmarés internacional
| Juegos Olímpicos | Juegos Olímpicos | Juegos Olímpicos | Juegos Olímpicos |
| Año              | Lugar            | Medalla          | Categoría        |
| ---------------- | ---------------- | ---------------- | ---------------- |
| 1924             | París (Francia)  | Medalla de oro   | Por equipos      |